# Hermann Gerland
Hermann Gerland (Bochum, 4 giugno 1954) è un allenatore di calcio ed ex calciatore tedesco, di ruolo difensore, vice commissario tecnico della Nazionale Under-21 tedesca.

## Palmarès

### Allenatore
- Regionalliga Süd: 1

Bayern Monaco II: 2003-2004
- Coppa di Baviera: 1

Bayern Monaco II: 2001-2002
- Coppa di Alta Baviera: 1

Bayern Monaco II: 2001-2002
- IFA Shield: 1

Bayern Monaco II: 2005